# Gouvernorat de Damiette
Le gouvernorat de Damiette est un gouvernorat de l'Égypte. Il se situe dans le nord du pays, sur le delta du Nil. Sa capitale est Damiette.
C'est le plus petit gouvernorat d'Égypte.[Information douteuse]
En 2019, Manal Awad Mikhail devient la seconde femme gouverneure de l'histoire égyptienne mais la première issue de la minorité copte.